# حوزه انتخابیه کهنوج، رودبار جنوب، فاریاب، قلعه‌گنج، منوجان و جازموریان
حوزهٔ انتخاباتی کهنوج، رودبار جنوب، فاریاب، قلعه‌گنج، منوجان و جازموریان یکی از حوزه از حوزه‌های استان کرمان برای انتخابات مجلس شورای اسلامی است. این حوزه به مرکزیت کهنوج، ۱ نماینده دارد.
1. نماینده دوره هفتم مختار وزیری (حوزه انتخابیه کهنوج و منوجان)
2. نماینده دوره هشتم محمدرضا امیری کهنوج (حوزه انتخابیه کهنوج، منوجان و قلعه گنج)
3. نماینده دوره نهم محمدرضا امیری کهنوج
4. نماینده دوره دهم احمد حمزه
5. نماینده دوره یازدهم منصور شکراللهی

## پی‌نوشت و منبع
- «جدول حوزه‌های انتخابیه در انتخابات دهمین دورهٔ مجلس شورای اسلامی» (PDF). مرکز پژوهش و سنجش افکار صدا و سیما. بایگانی‌شده از اصلی (PDF) در ۵ اکتبر ۲۰۱۸. دریافت‌شده در ۲۶ ژوئیه ۲۰۱۶.